# Ciągłość bezwzględna
Ciągłość bezwzględna, absolutna – jedno z uogólnień, obok całki Lebesgue’a, związku między dwiema centralnymi operacjami analizy matematycznej – różniczkowaniem i całkowaniem – wyrażonego podstawowym twierdzeniem rachunku całkowego. Dla funkcji o wartościach rzeczywistych określonych na prostej rzeczywistej wyróżnia się dwa powiązane ze sobą pojęcia: bezwzględną ciągłość funkcji oraz bezwzględną ciągłość miar, które uogólniane są w różnych kierunkach. Zwykła pochodna funkcji ma związek z pochodną Radona-Nikodýma, zwaną również gęstością miary.

## Ciągłość bezwzględna funkcji
Może się zdarzyć, że funkcja ciągła {\displaystyle f} jest różniczkowalna prawie wszędzie na {\displaystyle [0,1],} jej pochodna {\displaystyle f'} jest całkowalna w sensie Lebesgue’a, ale całka {\displaystyle f'} różni się od przyrostu {\displaystyle f.} Dzieje się tak, na przykład, dla funkcji Cantora, co oznacza, że funkcja ta nie jest bezwzględnie ciągła. Tak więc bezwzględna ciągłość funkcji jest własnością gładkości silniejszą od ciągłości czy jednostajnej ciągłości.

### Definicja
Niech {\displaystyle I} będzie przedziałem na prostej {\displaystyle \mathbb {R} .} Funkcja {\displaystyle f\colon I\to \mathbb {R} } jest bezwzględnie ciągła na {\displaystyle I,} jeżeli dla każdej liczby dodatniej {\displaystyle \varepsilon } istnieje liczba dodatnia {\displaystyle \delta } taka, że o ile skończony ciąg parami rozłącznych podprzedziałów {\displaystyle [x_{k},y_{k}]} przedziału {\displaystyle I} spełnia
{\displaystyle \sum _{k}|y_{k}-x_{k}|<\delta ,}
to
{\displaystyle \sum _{k}{\big |}f(y_{k})-f(x_{k}){\big |}<\varepsilon .}
Zbiór funkcji bezwzględnie ciągłych na przedziale {\displaystyle I} oznacza się niekiedy (od ang. absolutely continuous) symbolem {\displaystyle \operatorname {AC} (I).}

### Definicje równoważne
Dla funkcji {\displaystyle f} o wartościach rzeczywistych określonej na zbiorze zwartym {\displaystyle [a,b]} następujące warunki są równoważne:
1. {\displaystyle f} jest bezwzględnie ciągła;
2. {\displaystyle f} ma pochodną {\displaystyle f'} prawie wszędzie, która jest całkowalna w sensie Lebesgue’a oraz dla wszystkich {\displaystyle x\in [a,b]} zachodzi
{\displaystyle f(x)=f(a)+\int _{a}^{x}f'(t)\operatorname {d} \mu (t);}
3. istnieje na {\displaystyle [a,b]} funkcja całkowalna w sensie Lebesgue’a taka, że dla wszystkich {\displaystyle x\in [a,b]} jest
{\displaystyle f(x)=f(a)+\int _{a}^{x}g(t)\operatorname {d} \mu (t).}

Jeżeli powyższe równoważne warunki są spełnione, to musi zachodzić {\displaystyle g=f'} prawie wszędzie. Równoważność między 1. a 3. znana jest jako podstawowe twierdzenie rachunku całkowego Lebesgue’a udowodnionego przez Henriego Lebesgue’a. Równoważna definicja w języku miar znajduje się w sekcji Związek między dwoma pojęciami ciągłości bezwzględnej.

### Własności
- Suma i różnica dwóch bezwzględnie ciągłych funkcji także jest bezwzględnie ciągła. Jeżeli dwie funkcje określone są na ograniczonym przedziale domkniętym, to ich iloczyn również jest ciągły bezwzględnie[4].
- Jeżeli funkcja bezwzględnie ciągła jest określona na ograniczonym przedziale domkniętym i nigdzie nie przyjmuje zera, to jej odwrotność również jest bezwzględnie ciągła[5].
- Każda funkcja bezwzględnie ciągła jest jednostajnie ciągła, a stąd ciągła. Każda funkcja ciągła lipschitzowsko jest bezwzględnie ciągła[6]. Żadnej z tych implikacji nie można odwrócić.
- Jeżeli {\displaystyle f\colon [a,b]\to \mathbb {R} } jest bezwzględnie ciągła, to ma ona ograniczone wahanie na przedziale {\displaystyle [a,b]}[7].
- Jeżeli {\displaystyle f\colon [a,b]\to \mathbb {R} } jest bezwzględnie ciągła, to spełnia ona warunek Łuzina, tj. dla każdego {\displaystyle L\subseteq [a,b]} takiego, że {\displaystyle \lambda (L)=0} zachodzi {\displaystyle \lambda {\big (}f[L]{\big )}=0,} gdzie {\displaystyle \lambda } oznacza miarę Lebesgue’a na {\displaystyle \mathbb {R} .}
- Funkcja {\displaystyle f\colon I\to \mathbb {R} } jest bezwzględnie ciągła wtedy i tylko wtedy, gdy jest ciągła, ma ograniczone wahanie i spełnia warunek Łuzina.

### Przykłady
Następujące funkcje są wszędzie ciągłe, ale nie bezwzględnie ciągłe:
- funkcja Cantora,
- funkcja określona na skończonym przedziale zawierającym początek dana wzorem
{\displaystyle f(x)={\begin{cases}0&{\text{dla }}x=0,\\x\sin(1/x)&{\text{dla }}x\neq 0;\end{cases}}}
- funkcja {\displaystyle f(x)=x^{2}} na przedziale nieograniczonym.

### Uogólnienia
Niech {\displaystyle (X,d)} będzie przestrzenią metryczną, zaś {\displaystyle I} będzie przedziałem na prostej rzeczywistej {\displaystyle \mathbb {R} .} Funkcja {\displaystyle f\colon I\to X} jest bezwzględnie ciągła na {\displaystyle I,} jeżeli dla każdej liczby dodatniej {\displaystyle \varepsilon } istnieje liczba dodatnia {\displaystyle \delta } taka, że o ile skończony ciąg parami rozłącznych podprzedziałów {\displaystyle [x_{k},y_{k}]} przedziału {\displaystyle I} spełnia
{\displaystyle \sum _{k}|y_{k}-x_{k}|<\delta ,}
to
{\displaystyle \sum _{k}d{\big (}f(y_{k}),f(x_{k}){\big )}<\varepsilon .}
Zbiór wszystkich funkcji bezwzględnie ciągłych {\displaystyle I} w {\displaystyle X} oznaczany jest symbolem {\displaystyle \operatorname {AC} (I;X).} Dalszym uogólnieniem jest przestrzeń {\displaystyle \operatorname {AC} _{p}(I;X)} krzywych {\displaystyle f\colon I\to X} takich, że
{\displaystyle d{\big (}f(s),f(t){\big )}\leqslant \int _{s}^{t}m(\tau )\operatorname {d} \tau {\text{ dla wszystkich }}[s,t]\subseteq I}
dla pewnego {\displaystyle m} w przestrzeni Lp(I).

### Własności uogólnień
- Każda funkcja bezwzględnie ciągła jest jednostajnie ciągła, a więc i ciągła. Każda funkcja ciągła lipschitzowsko jest bezwzględnie ciągła.
- Jeżeli {\displaystyle f\colon [a,b]\to X} jest bezwzględnie ciągła, to ma ograniczone wahanie na {\displaystyle [a,b].}
- Dla {\displaystyle f\in \operatorname {AC} _{p}(I;X)} jej pochodna metryczna istnieje dla {\displaystyle \lambda }-prawie wszędzie w {\displaystyle I,} a pochodna metryczna jest najmniejszym {\displaystyle m\in L^{p}(I;\mathbb {R} )} takim, że[9]
{\displaystyle d{\big (}f(s),f(t){\big )}\leqslant \int _{s}^{t}m(\tau )\operatorname {d} \tau {\text{ dla wszystkich }}[s,t]\subseteq I.}

## Ciągłość bezwzględna miar

### Definicja
Miara {\displaystyle \mu } określona na podzbiorach borelowskich prostej liczb rzeczywistych jest bezwzględnie ciągła względem miary Lebesgue’a {\displaystyle \lambda } (jest zmajoryzowana przez {\displaystyle \lambda }), jeżeli {\displaystyle \mu (A)=0} dla każdego zbioru {\displaystyle A,} dla którego {\displaystyle \lambda (A)=0.} Własność tę zapisuje się symbolem {\displaystyle \mu \ll \lambda .}
W większości zastosowań, jeżeli o mierze mówi się, że jest „bezwzględnie ciągła” (bez wskazywania miary względem której jest bezwzględnie ciągła), to ma się zwykle na myśli bezwzględną ciągłość względem miary Lebesgue’a. To samo tyczy się {\displaystyle \mathbb {R} ^{n}} dla wszystkich {\displaystyle n=1,2,3,\dots }

### Równoważne definicje
Następujące warunki nałożone na skończoną miarę {\displaystyle \mu } określone na podzbiorach borelowskich prostej rzeczywistej są równoważne:
1. miara {\displaystyle \mu } jest bezwzględnie ciągła;
2. dla każdej liczby dodatniej {\displaystyle \varepsilon } istnieje dodatnia liczba {\displaystyle \delta } taka, że {\displaystyle \mu (A)<\varepsilon } dla każdego zbioru borelowskiego {\displaystyle A} miary Lebesgue’a mniejszej niż {\displaystyle \delta ;}
3. istnieje funkcja {\displaystyle g} całkowalna w sensie Lebesgue’a na prostej rzeczywistej taka, że dla każdego podzbioru {\displaystyle A} prostej rzeczywistej zachodzi
{\displaystyle \mu (A)=\int _{A}g\operatorname {d} \nu .}

Równoważną definicję w języku funkcji można znaleźć w sekcji Związek między dwoma pojęciami ciągłości bezwzględnej. Każda inna funkcja spełniająca 3. jest równa {\displaystyle g} prawie wszędzie. Funkcja taka nazywana jest pochodną Radona-Nikodýma lub gęstością bezwzględnie ciągłej miary {\displaystyle \mu .} Równoważności między 1., 2. a 3. są spełnione również dla {\displaystyle \mathbb {R} ^{n}} dla wszystkich {\displaystyle n=1,2,3,\dots } Miary bezwzględnie ciągłe na {\displaystyle \mathbb {R} ^{n}} są zatem dokładnie tymi, które mają gęstości; w szczególności bezwzględnie ciągłe miary prawdopodobieństwa to dokładnie te miary, które mają gęstości.

### Uogólnienia
Jeśli {\displaystyle \mu } oraz {\displaystyle \nu } są dwiema miarami określonymi na tej samej przestrzeni mierzalnej, to o {\displaystyle \mu } mówi się, że jest bezwzględnie ciągła względem {\displaystyle \nu }, lub zmajoryzowana przez {\displaystyle \nu ,} jeżeli {\displaystyle \mu (A)=0} dla każdego zbioru {\displaystyle A} dla którego {\displaystyle \nu (A)=0}. Własność tę zapisuje się symbolicznie jako {\displaystyle \mu \ll \nu .}
Wprost z tej definicji wynika, iż jeśli {\displaystyle \mu \ll \nu ,} to nośnik miary {\displaystyle \nu } zawiera się w nośniku miary {\displaystyle \mu .}
Bezwzględna ciągłość miar jest zwrotna i przechodnia, ale nie jest antysymetryczna, zatem jest ona praporządkiem, lecz nie porządkiem częściowym. Jeśli {\displaystyle \mu \ll \nu } oraz {\displaystyle \nu \ll \mu ,} to o miarach {\displaystyle \mu } i {\displaystyle \nu } mówi się, że są równoważne. W ten sposób bezwzględna ciągłość wprowadza porządek częściowy takich klas równoważności.
Jeżeli {\displaystyle \mu } jest miarą ze znakiem lub zespoloną, to mówi się, że {\displaystyle \mu } jest bezwzględnie ciągła względem {\displaystyle \nu ,} jeśli jej wahanie {\displaystyle |\mu |} spełnia {\displaystyle |\mu |\ll \nu ;} równoważnie, gdy każdy zbiór {\displaystyle A} dla którego {\displaystyle \nu (A)=0} jest zbiorem {\displaystyle \mu }-miary zero.
Twierdzenie Radona-Nikodýma zapewnia, że jeżeli {\displaystyle \mu } jest bezwzględnie ciągła względem {\displaystyle \nu } i obie miary są σ-skończone, to {\displaystyle \mu } ma gęstość, lub pochodną Radona-Nikodýma, względem {\displaystyle \nu ,} co oznacza, że istnieje {\displaystyle \nu }-mierzalna funkcja {\displaystyle f} przyjmująca wartości w {\displaystyle [0,+\infty ]} oznaczana {\displaystyle f={\tfrac {\operatorname {d} \mu }{\operatorname {d} \nu }}} taka, że dla każdego zbioru {\displaystyle \nu }-mierzalnego {\displaystyle A} zachodzi
{\displaystyle \mu (A)=\int _{A}f\operatorname {d} \nu .}

### Miary osobliwe
Zgodnie z twierdzeniem Lebesgue’a o rozkładzie każda miara może być rozłożona na sumę miar bezwzględnie ciągłych i osobliwych.

## Związek między dwoma pojęciami ciągłości bezwzględnej
Miara skończona {\displaystyle \mu } określona na podzbiorach borelowskich prostej rzeczywistych jest bezwzględnie ciągła względem miary Lebesgue’a wtedy i tylko wtedy, gdy funkcja
{\displaystyle F(x)=\mu {\big (}(-\infty ,x]{\big )}}
jest lokalnie rzeczywistą funkcją bezwzględnie ciągłą. Innymi słowy funkcja jest lokalnie bezwzględnie ciągła wtedy i tylko wtedy, gdy jej pochodna dystrybucyjna jest miarą, która jest bezwzględnie ciągłą względem miary Lebesgue’a. Jeżeli miara {\displaystyle \mu } jest bezwzględnie ciągłą, to pochodna Radon-Nikodýma {\displaystyle \mu } jest prawie wszędzie równa pochodnej {\displaystyle F}.
Ogólniej, o mierze {\displaystyle \mu } zakłada się, że jest lokalnie skończona (zamiast tylko skończona), a {\displaystyle F(x)} jest dana jest wzorem
{\displaystyle F(x)={\begin{cases}\mu {\big (}(0,x]{\big )}&{\text{dla }}x>0,\\0&{\text{dla }}x=0,\\-\mu {\big (}(x,0]{\big )}&{\text{dla }}x<0.\end{cases}}}
Wówczas {\displaystyle \mu } jest miarą Lebesgue’a-Stieltjesa generowaną przez {\displaystyle F}. Nadal zachodzi związek między dwoma pojęciami bezwzględnej ciągłości.